# Andrea Aagot
Andrea Hansen (født 22. maj 2000) er en kvindelig dansk håndboldspiller som til daglig spiller for Odense Håndbold i Damehåndboldligaen og Danmarks kvindehåndboldlandshold.
Hun fik officiel debut på A-landsholdet, ved Golden League-stævnet, den 1. oktober 2020 mod Norge.
Hun er straffekastspecialist.

## Karriere
Hun fik debut på København Håndbolds førstehold i 2017 og forlængede allerede i januar 2018, med yderligere fire sæsoner. Siden 2019/20-sæsonen har hun været klart førstevalg på højre fløjen, hvor hun forinden delte spilletiden med hollandske Debbie Bont.
Hendes første deltagelse ved en U-slutrunde, var i U/17-EM 2017 i Slovakiet, hvor det danske hold blev nummer 6 ved slutrunden. Året efter var hun igen udtaget til U/17-VM 2018 i Polen, men blev igen nummer 6. Året efter skuffelsen i Polen, var hun igen aktuel ved U/19-EM i Győr og om ikke det var nok, blev det danske hold igen nummer 6.
Hun blev i november 2020 udtaget af den nye landstræner Jesper Jensen til den endelige spillertrup ved EM i håndbold 2020 på hjemmebane i Herning. Med holdet blev de nummer 4 ved EM-slutrunden. Aagot blev også efterudtaget til EM i håndbold 2022, som følge af en skade for Cecilie Brandt.
Ved VM-slutrunden i Danmark, Sverige og Norge i 2023 var hun også med til at sikre Danmark en tredjeplads. Året efter blev Aagot ikke udtaget blandt de 14 spillere til Sommer-OL 2024 i Paris, men rejste efterfølgende med til legene som reservespiller. Måneder senere ved EM 2024 i Schweiz/Ungarn/Østrig fik Aagot sit hidtil største gennembrud på landsholdet, da hun spillede betydeligt flere minutter for Danmark, blev en af holdets faste straffekastskytter og i alt scorede 27 mål.